# Misery
Misery er en roman fra 1987 af Stephen King. Den udkom på dansk i 1990.

## Handling
Misery Chastain er hovedpersonen i en romanserie om Victoriatidens England. Forfatteren, Paul Sheldon, har netop slået hende ihjel i det, der skulle have været det sidste bind, men nu vågner han op af en koma, liggende i sin største fans seng.
Annie Wilkes er en sygeplejerske, der er vild med Paul Sheldons bøger om Misery Chastain. Hun fandt ham liggende i vraget af hans forulykkede bil, læste manuskriptet til det sidste bind og vil ikke acceptere Miserys død.
Paul Sheldon opdager snart, at han er Annie Wilkes' fange, og at hun ikke vil lade ham gå, før han skriver endnu et bind i serien og bringer Misery tilbage til livet.

## Andre versioner
Misery blev filmatiseret i 1990 af Rob Reiner.